# Kateřina Jalovcová
Kateřina Jalovcová (n. 1978, Rakovník, Republica Socialistă Cehă, Cehoslovacia) este o mezzosoprană de operă cehă, care are o carieră internațională activă din 2004. Este cântăreață principală a Teatrului Național din Praga.

## Carieră
Jalovcová a absolvit Conservatorul din Praga, unde a studiat vocea la clasa profesoarei Brigita Šulcová. În 2004 s-a alăturat listei de artiști principali ai Teatrului din Liberec⁠(en)[traduceți], unde a interpretat roluri vocale timp de doi ani. În această perioadă, a lucrat și ca artistă invitată a Teatrului Național din Praga, dar și la Teatrul Moravian din Olomouc⁠(en)[traduceți].
Printre rolurile interpretate în acești ani s-au numărat: ca Azucena în Trubadurul de Giuseppe Verdi, Ulrica în Bal mascat de Verdi, Preziosilla în Forța destinului de Verdi, Siebel în Faust de Charles Gounod și Fiodor Godunov în Boris Godunov de Modest Petrovici Musorgski.

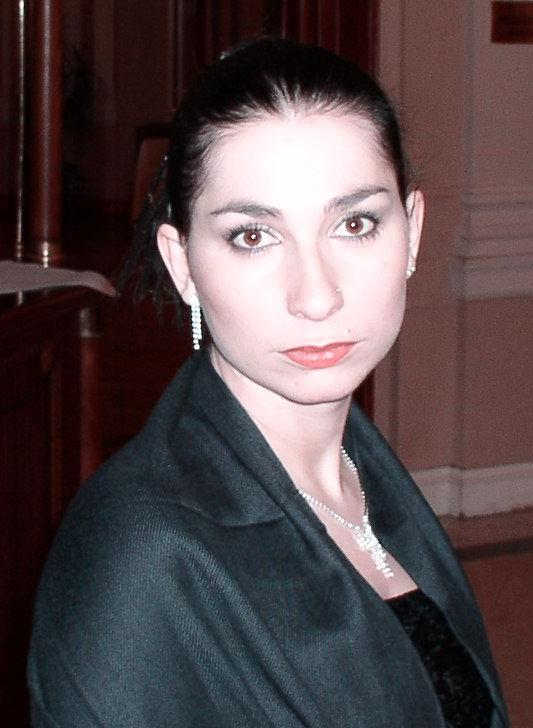
Kateřina Jalovcová

În 2006, Jalovcová a ajuns cântăreață principală a Teatrului Național din Praga și de atunci a interpretat o gamă largă de roluri principale. Printre rolurile pe care le-a cântat aici se numără, Annio în Clemența lui Titus de Wolfgang Amadeus Mozart, Cherubino în Nunta lui Figaro de Mozart, Dalila în Samson și Dalila de Camille Saint-Saëns, Katinka în Diavolul și Katinka de Antonín Dvořák, doamna Meg Page în Falstaff de Verdi, Olga în Evgheni Oneghin de Piotr Ilici Ceaikovski, păstorița în Jenůfa⁠(d) de Leoš Janáček și vrăjitoarea în Rusalka de Dvořák.
În iunie 2007, Jalovcová a primit premiul pentru cel mai talentat tânăr cântăreț la Festivalul de Operă de la Wexford (Wexford Festival Opera) pentru interpretarea vrăjitoarei din Rusalka. A revenit la Wexford anul următor pentru a o interpreta pe Lel în piesa Crăiasa zăpezii de Nikolai Andreevici Rimski-Korsakov, cu dirijorul Dmitri Jurowski⁠(d). De asemenea, a apărut la Opera din Graz în rolurile Suzuki în Madama Butterfly de Giacomo Puccini și Fenena în Nabucco de Giuseppe Verdi.
Pe scena concertelor, Jalovcová a apărut în concert cu Orchestra Simfonică din Praga în mai multe ocazii, în special cântând ca Jocasta în oratoriul Oedip Rex de Igor Stravinski și ca solistă principală în Requiem⁠(d) de Antonín Dvořák sub bagheta dirijorului Jiří Kout⁠(d).